# Zaragoza, Puebla
Zaragoza là một đô thị thuộc bang Puebla, México. Năm 2005, dân số của đô thị này là 14452 người.